# Karangetang
Der Karangetang (indonesisch Gunung Karangetang, auch: Api Siau „Feuer von Siau“) ist ein 1797 m hoher Schichtvulkan auf dem nördlichen Teil der indonesischen Insel Siau nahe Sulawesi.
In Nord-Süd-Richtung hat der Karangetang fünf Krateröffnungen.

## Vulkanische Aktivität
Der Karangetang ist einer der aktivsten Vulkane Indonesiens. Seit 1675 sind mehr als 57 Ausbrüche dokumentiert.
1997
1997 tötete ein pyroklastischer Strom des Karangetang drei Menschen.
2006
Seit dem 22. Juli 2006 besteht die höchste Alarmstufe für den Berg. Am 27. Juli 2006 ereignete sich ein Ausbruch, der zweite innerhalb des Monats, bei dem der Vulkan eine Gaswolke 2,5 Kilometer hoch in die Atmosphäre schleuderte und sich ein Lavastrom bildete. Etwa 3.900 Menschen aus sechs umliegenden Dörfern mussten ihre Ortschaften verlassen.
2007
Im August 2007 mussten wegen einer eruptiven Phase 600 Menschen aus der Umgegend des Karangetang evakuiert werden.
2010
Am 6. August 2010 brach der Vulkan aus und spie Lava und heiße Asche hunderte Meter hoch in die Luft. Vier Menschen verloren ihr Leben, zahlreiche weitere wurden ernsthaft verletzt.
2011
Am 11. März 2011, nur wenige Stunden nach dem schweren Tōhoku-Erdbeben in Japan, kam es erneut zu einem Ausbruch.
2018–2022
Am 20. Juli 2019 begann eine neue Eruption mit kontinuierlichem Lavafluss aus dem Hauptkrater und weißen Rauchsäulen darüber, die bis April 2020 fortdauerte. Nach einer anderen Berechnung der Smithsonian Institution dauert dieser Ausbruch bereits seit dem 25. November 2018 ununterbrochen an.